# Llotja de Palma
Pour l’article homonyme, voir Llotja.
La loge de Palma à Majorque (Sa Llotja en catalan majorquin) est l'un des chefs-d'œuvre de l'architecture gothique à Majorque. Elle fut construite par Guillem Sagrera entre 1420 et 1452. C'était une place boursière et le siège du collège des marchands.

## Intérieur

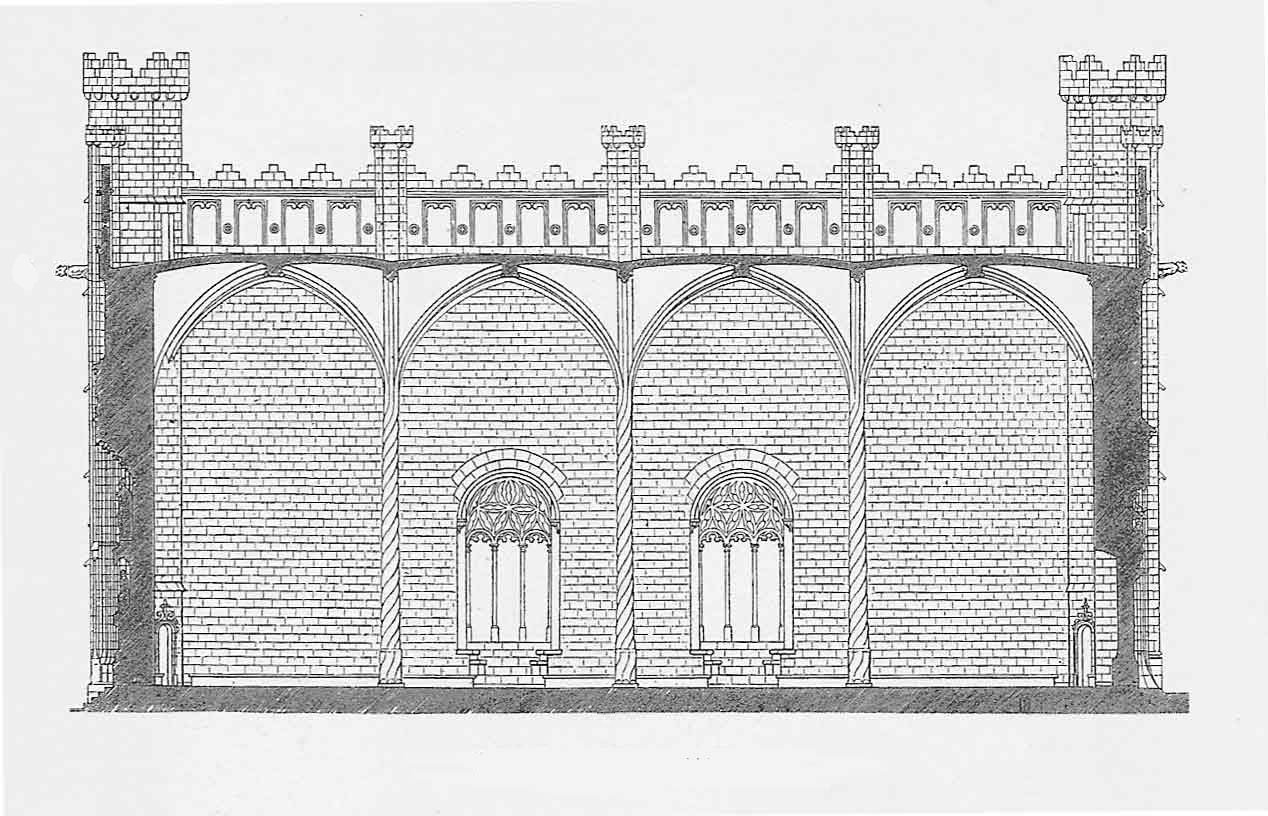
Plan en coupe de la Llotja (Archiduc Lluis Salvator, Die Balearen)

L'intérieur de cette bourse se compose de trois nefs de hauteur égale, séparées par six colonnes torsadées sans chapiteaux, qui furent ensuite imitée pour la Llotja de Valence, l'église de Jacques de Villena et la base les tours de Saint Giorgio du Castel Nuovo de Naples, également construites par Guillem Sagrera. Les nervures des voûtes sont intégrés directement dans les murs, comme dans le chapitre de cathédrale de Palma de Majorque et dans la grande salle du Castel Nuovo à Naples, du même architecte. Les clés de la voûte sont décorées des blasons de la couronne d'Aragon dans la nef et des blasons de la ville de Majorque sur les côtés, le tout revêtu d'une polychromie et de l'or d'origine. Sur la façade se trouvent deux  grandes fenêtres latérales. De chaque côté de la porte principale sur la façade opposée sont construites deux fenêtres sous une croisée d'ogives. À chaque angle se trouve une petite porte biseautée sous un arc en ogive, décoré à l'image de chacun des évangélistes. De ces portes, côté mer, sort un escalier en colimaçon qui monte sur la terrasse.

## Protection
La loge de mer fait l’objet d’un classement en Espagne au titre de bien d'intérêt culturel depuis le 3 juin 1931.
Elle est utilisée pour des expositions temporaires.